# Ypthima wardi
Ypthima wardi är en fjärilsart som beskrevs av Butler 1879. Ypthima wardi ingår i släktet Ypthima och familjen praktfjärilar. Inga underarter finns listade i Catalogue of Life.